# David S. Liem
David S. Liem (eigentlich Sioe Sing Liem; * 17. September 1937 auf Java; † 11. Juni 2017 in Potomac, Maryland) war ein US-amerikanischer Herpetologe indonesischer Herkunft.

## Leben
1964 emigrierte Liem in die Vereinigten Staaten. 1969 wurde er an der University of Illinois zum Ph.D. promoviert.
1972 entdeckte er in Queensland, Australien, den Südlichen Magenbrüterfrosch (Rheobatrachus silus), den er im Jahr darauf erstbeschrieb und für den er 1976 gemeinsam mit William Ronald Heyer die Unterfamilie Rheobatrachinae aufstellte. Von August 1973 bis Juli 1974 war er Mitarbeiter des Ministeriums für Landwirtschaft, Viehzucht und Fischerei in Port Moresby, Papua-Neuguinea, bei einem Projekt in der Garu Wildlife Management Area, um den Anteil und den Wert von Wildtieren als Nahrungsquelle im Verhältnis zu anderen verwertbare Ressourcen zu bestimmen. In Australien arbeitete er als Umweltwissenschaftler an der University of Queensland in Brisbane. Von 1990 bis 2017 war er als Kommunikationsspezialist, Spezialist für Informationsressourcen, Toxikologe und Risikobewerter für Pestizide bei der Environmental Protection Agency in Washington, D.C. tätig.

## Dedikationsnamen
1980 benannte der australische Herpetologe Glen Joseph Ingram die Froschart Taudactylus liemi nach David S. Liem.